# Basilica di San Francesco (Ravenna)
La basilica di San Francesco è un'importante chiesa cattolica del centro storico di Ravenna: è situata in piazza San Francesco ed è sede di parrocchia affidata all'Ordine dei frati minori conventuali. L'attuale edificio risale al IX-X secolo, ed è stato più volte rimaneggiato sia all'esterno, sia all'interno. La chiesa è nota per essere stato il luogo delle esequie di Dante Alighieri nel 1321 ed è parte della cosiddetta zona dantesca della città.

## Storia
L'attuale basilica di San Francesco sorge nel luogo di una chiesa più antica. Questa venne costruita poco dopo il 450 per volere del vescovo di Ravenna Neone ed era dedicata ai santi apostoli Pietro e Paolo, e per questo chiamata anche Chiesa degli Apostoli.
Tra la seconda metà del IX secolo e il secolo successivo, l'edificio del V secolo venne demolito e sostituito da una chiesa più grande. Contemporaneamente, venne costruita anche un'alta torre campanaria. La nuova chiesa, chiamata San Pietro Maggiore, fu concessa all'ordine francescano nel 1261 e, in tale occasione, venne intitolata a san Francesco d'Assisi. I francescani eressero un convento attiguo all'edificio. Qui si celebrarono i funerali solenni di Dante Alighieri, morto a Ravenna tra il 13 e il 14 settembre 1321. Il Sommo Poeta, inoltre, volle essere sepolto nel cimitero del monastero. Anche la nobile famiglia dei Da Polenta scelse il cimitero francescano come luogo di sepoltura dei propri cari (delle numerose sepolture rimane oggi solo quella di Ostasio II).
Tra i secoli XVII e XVIII, la chiesa venne più volte restaurata ed arricchita con decorazioni e altari barocchi. Il restauro più importante fu quello condotto nel 1793 da Pietro Zumaglini.
Nel 1810, l'attiguo convento francescano venne soppresso ed espropriato dalle autorità napoleoniche. Dopo la partenza forzata dei frati, la chiesa rimase aperta al culto sotto la cura del clero secolare. Tra il 1918 e il 1921, in vista del VI centenario della morte di Dante, venne radicalmente restaurata eliminando tutte le aggiunte barocche e riportandola ad uno stile quanto più vicino all'originale. Nel centenario dantesco fu indetto un concorso per la decorazione dell'interno della chiesa con soggetti ispirati alla Divina Commedia, che fu vinto dal famoso pittore Adolfo De Carolis. L'improvvisa morte dell'artista impedì però la realizzazione dell'opera, che rimase allo stato di progetto. La cripta è stata restaurata anche nel 1926 e nel 1970.
I Frati Minori Conventuali hanno potuto fare ritorno soltanto nel 1949, risiedendo non più presso l'antico convento (oggi proprietà della Cassa di Risparmio di Ravenna), ma in un edificio dalla parte opposta della basilica, dove hanno adattato anche gli ambienti parrocchiali. Infatti l'Arcidiocesi di Ravenna aveva scelto la basilica come sede parrocchiale nel corso del XIX con il titolo di Parrocchia di San Pietro Maggiore in San Francesco. I chiostri furono severamente danneggiati dai bombardamenti della Seconda guerra mondiale. Per tutti gli anni 1950 e 1960 furono sostenuti da puntelli con travi di legno. Solamente nel 1974 sono stati restaurati.
Galleria d'immagini

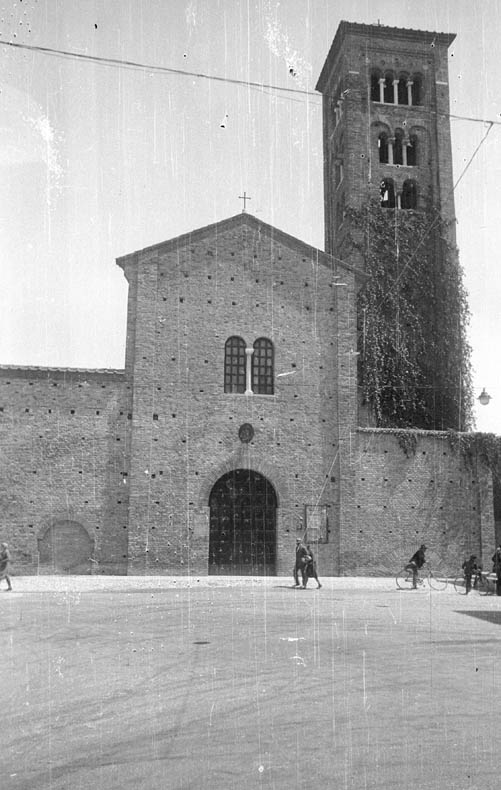
La basilica fotografata nel 1933.

## Descrizione

### Esterno

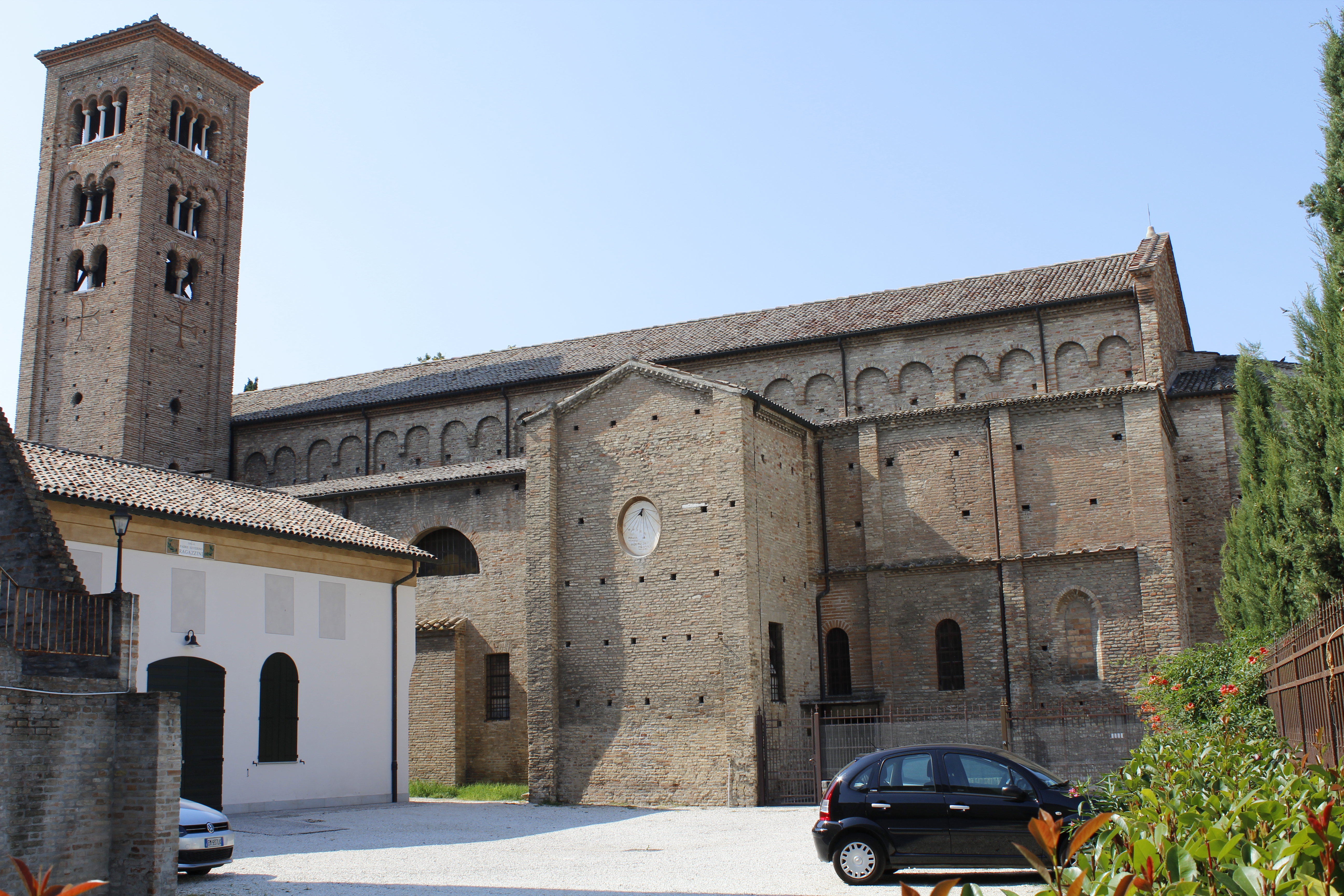
Il fianco destro

La facciata della chiesa è a salienti, con paramento murario in mattoni a vista. Al centro si apre il semplice portale con arco a tutto sesto e sopra di esso si apre una bifora. Ai due lati, in corrispondenza delle navate laterali, vi sono, a pavimento, due sarcofagi antichi in marmo.
Sulla destra della facciata, si innalza la torre campanaria del IX secolo, restaurata nel 1921 in occasione del VI centenario della morte di Dante Alighieri. In quell'occasione vennero riordinati i tre ordini di finestre: una bifora nell'ordine inferiore, una trifora in quello mediano ed una quadrifora in quello superiore, per ciascun lato. La croce in ferro posta alla sua sommità raggiunge i 32,60 metri.

### Interno

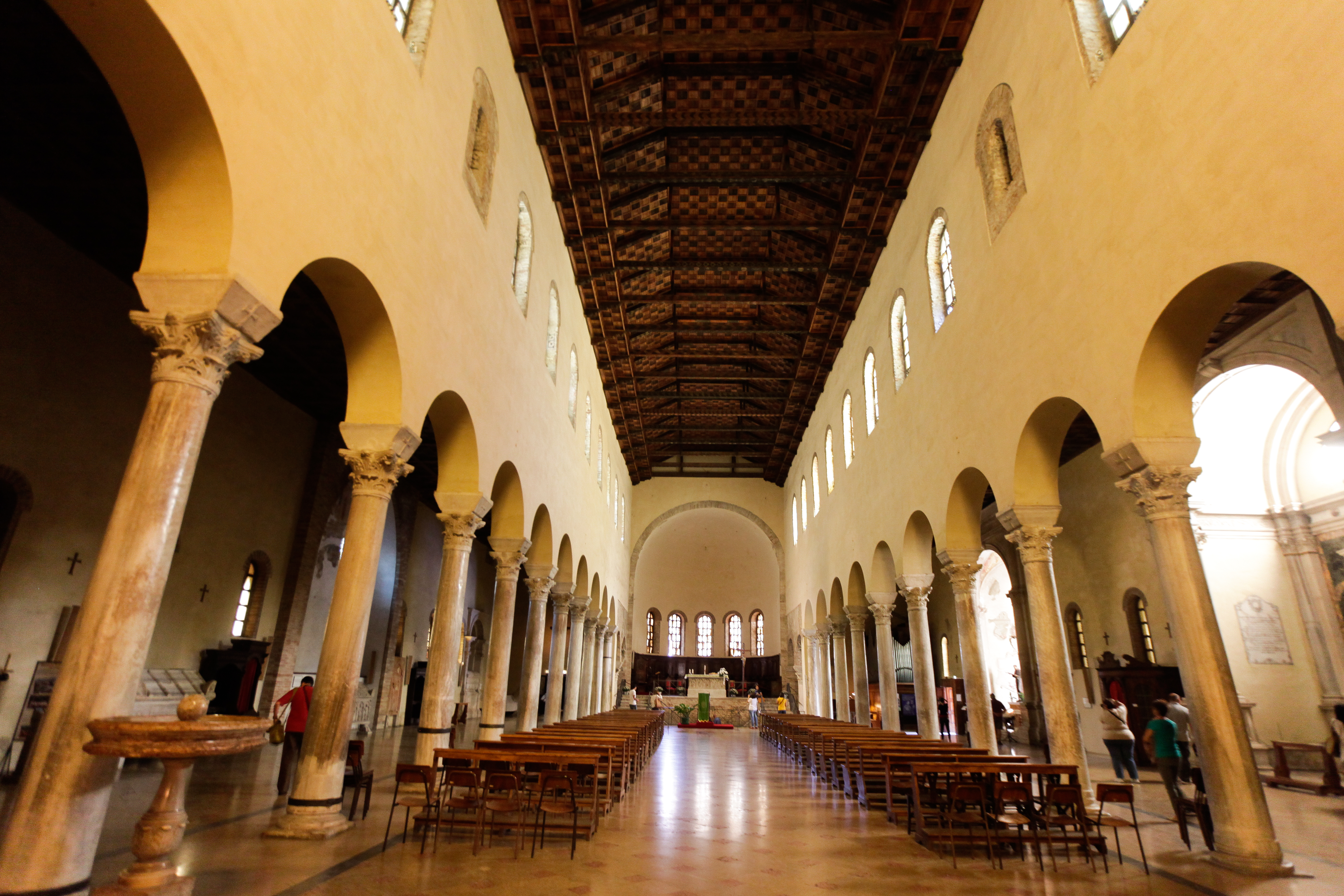
Interno

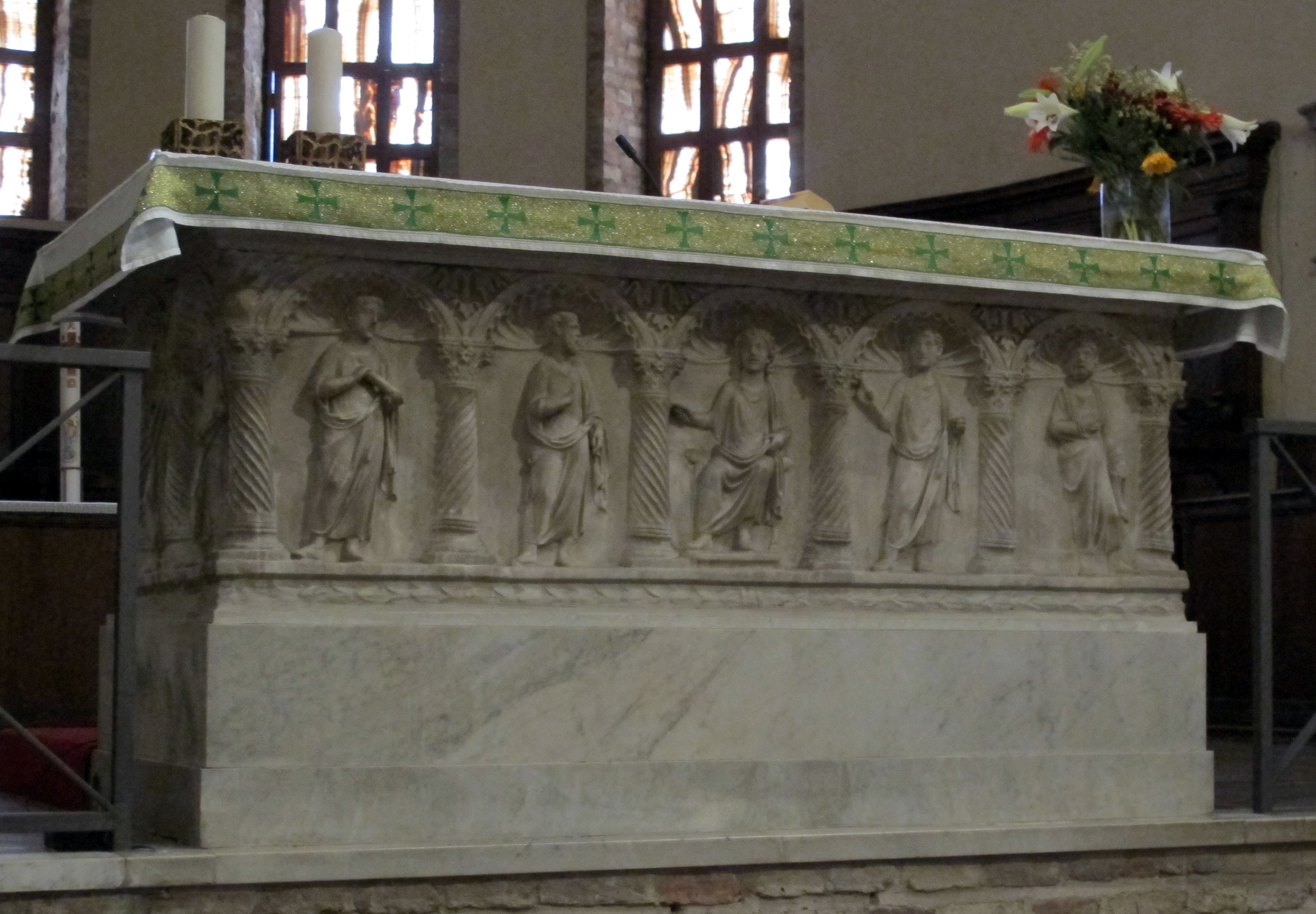
Il sarcofago di Liberio III, V secolo

All'interno, la basilica di San Francesco è lunga 46,5 metri ed è suddivisa in tre navate da due serie di archi a tutto sesto sorretti da dodici colonne di spoglio per lato. L'attuale pavimento sorge 3,50 metri più in alto rispetto a quello originario, e ciò è messo in evidenza nei pressi del presbiterio.
Sui due lati della base del campanile che danno all'interno della chiesa, sono presenti vari reperti antichi, tra cui due frammenti di un sarcofago o di un altare a cassa; a fianco a questi vi sono un affresco staccato, frammento di una Crocifissione di Pietro da Rimini, e frammenti di un mosaico dell'VIII secolo provenienti probabilmente dalla Basilica di Sant'Agata Maggiore.
Lungo la navata destra, si aprono tre cappelle laterali: la prima, costruita nel 1525, presenta i resti di un affresco trecentesco sulla parete di destra ed un ricco ingresso in stile rinascimentale sorretto da due colonne con capitelli finemente scolpiti; la terza cappella, invece, risale al 1532 con rimaneggiamenti successivi e presenta una cupola affrescata, di Andrea Barbiani e, sull'altare, il dipinto Madonna col Bambino fra i santi Sebastiano, Rocco, Francesca e Camilla Dal Corno, opera di Gaspare Sacchi.
Nella cappella di San Liberio, sul lato opposto, era conservata la celebre statua giacente del condottiero Guidarello Guidarelli, opera di Tullio Lombardo traslata prima nel quadrarco di Braccioforte, poi all'Accademia di Belle Arti, ora al Museo d'arte della città di Ravenna: "Giace la statua del defunto, chiusa nell'involucro rigido dell'armatura, le mani congiunte sulla spada, volta di tre quarti allo spettatore la testa, come tronco d'albero abbattuto", così la descrive A. Venturi nella Storia dell'arte italiana.
In fondo alla navata centrale si trova l'abside, esternamente eptagonale ed internamente semicircolare. Essa è interamente occupata dal presbiterio, che si trova più in alto rispetto al pavimento delle navate. Al centro, si trova l'altare maggiore, costituito dal sarcofago del vescovo Liberio III degli inizi del V secolo, che presenta, sui due lati lunghi, cinque figure entro archi sorretti da colonne tortili. Alle spalle dell'altare vi è il coro ligneo scolpito.

### Cripta

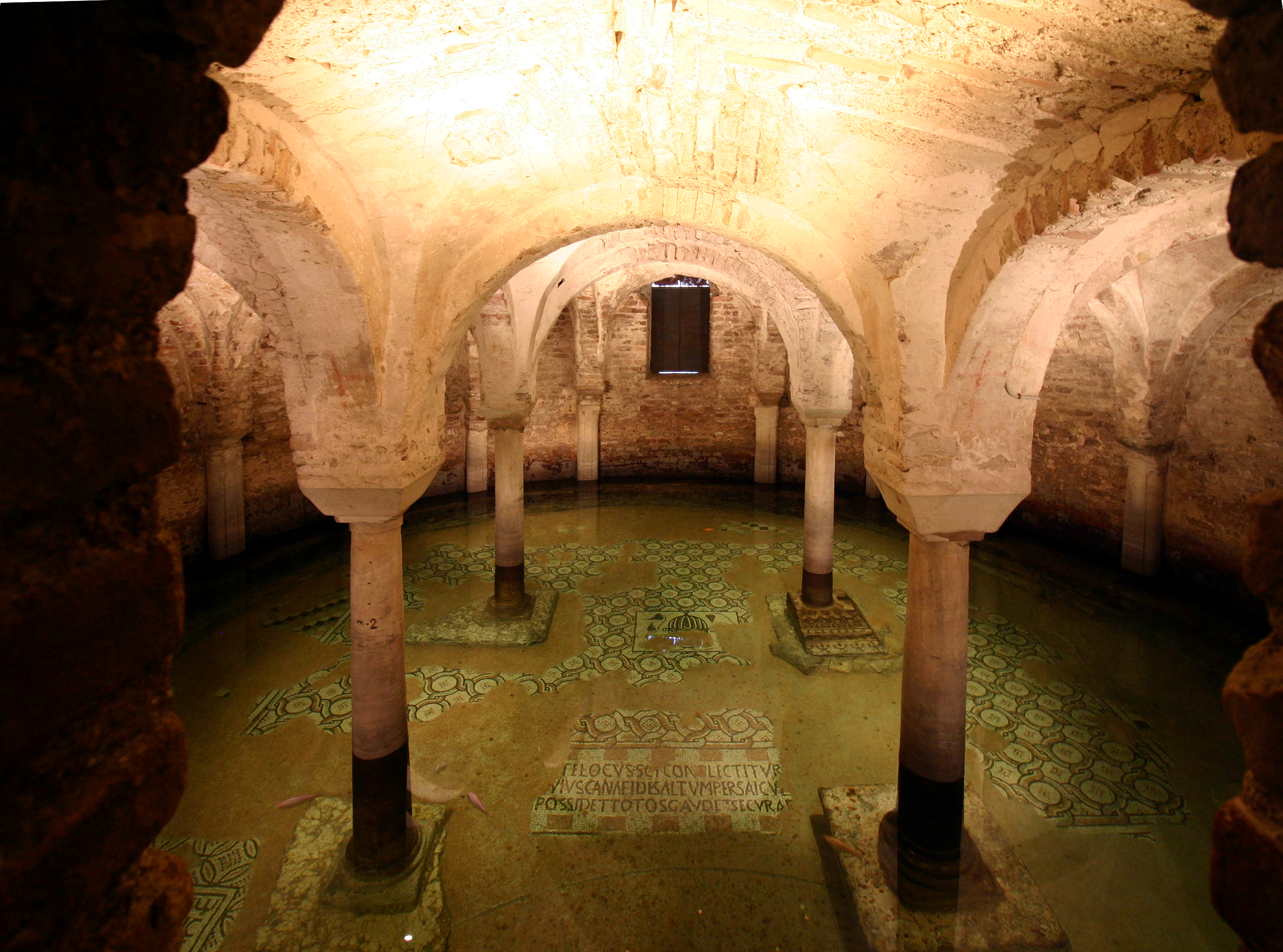
La cripta

Al disotto del presbiterio si trova la cripta del IX-X secolo, raggiungibile tramite una doppia rampa di scale ed avente come ingresso una piccola finestra ad arco da cui è possibile vedere la cripta senza accedervi. La cripta è a tre navate e coperta con volte a crociera sorrette da quattro colonnine con semplici capitelli geometrici. Sul pavimento, vi sono gli antichi mosaici, risistemati nel 1977; tra questi un'iscrizione che ricorda l'originaria destinazione dell'ambiente, ovvero quella di accogliere le spoglie del vescovo Neone.
Trovandosi sotto il livello del mare l'acqua invade la Cripta come fosse una piccola piscina, dove nuotano anche diversi pesci.
Dietro la finestra di accesso alla cripta si trova il marmoreo sarcofago di Neone, vescovo di Ravenna nella seconda metà del V secolo e costruttore dalla primitiva chiesa del V secolo.

### Organo a canne
Nell'ultima campata della navata laterale di destra, si trova l'organo a canne, costruito nel 1921 dalla ditta organaria milanese Balbiani-Vegezzi Bossi e restaurato e dotato di una nuova consolle dalla stessa nel 1982.
Lo strumento è a trasmissione elettrica, con consolle mobile indipendente, generalmente collocata nei pressi dello strumento, dotata di due tastiere di 58 note ciascuna e di pedaliera concavo-radiale di 32. Il corpo fonico, con cassa lignea limitata al basamento, presenta una mostra costituita da un canneto con disegno a cuspide con ali laterali che continua anche sul fianco destro.